# Dyaabugay
Dyaabugay är ett australiskt språk som talades av 46 personer år 2016 enligt Australiens folkräkning. Dyaabugay talas i Queensland. Dyaabugay tillhör de pama-nyunganska språken. Språket anses vara nästan utdött..